# 贾斯蒂西亚·阿库纳
胡斯蒂西亚·阿库尼亚（Justicia Acuña，1893年1月14日—1980年）是一位智利女性土木工程师。她是智利第一位从事这一职业的女性。

## 生平
阿库尼亚是工程师何塞·阿库尼亚·拉托雷（ José Acuña Latorre）的女儿。她有八个兄弟姐妹。阿库尼亚曾就读于应用学园，然后就读于教育学院（Instituto Pedagógico）。1913年，她將自己的学业从数学转移到土木工程，並进入智利大学物理和数学科学系就讀，這讓阿库纳成為當時该系唯一的女學生。1919年，她順利毕业，並成为一名土木工程师。當時與其一同畢業的還有未來的智利總統豪尔赫·亚历山德里·罗德里格斯。
1920年，阿库纳开始在智利国家铁路的道路和工程部担任计算员。在智利国家铁路工作期间，她曾為抚养她的7个孩子幾度暫時離開公司，不過都能最終回歸公司。1954年，阿库纳正式退休。
阿库尼亚去世後，1980年7月，为了纪念她为提高妇女地位所作的努力，智利工程师学院设立了 "杰出工程师画廊"，阿库尼亚被列入其中。1991年，胡斯蒂西亚·阿库尼亚奖設立，该奖每两年颁发一次，以奖励在一些专业领域内杰出的女工程师。